# Xã Anderson, Quận Mills, Iowa
Xã Anderson (tiếng Anh: Anderson Township) là một xã thuộc quận Mills, tiểu bang Iowa, Hoa Kỳ. Năm 2010, dân số của xã này là 448 người.